# Pernis steerei
Il pecchiaiolo delle Filippine (Pernis steerei W. L. Sclater, 1919) è un rapace della famiglia degli Accipitridi.

## Tassonomia
Attualmente vengono riconosciute 2 sottospecie di pecchiaiolo delle Filippine:
- P. s. winkleri Gamauf e Preleuthner, 1998 (Luzon);
- P. s. steerei W. L. Sclater, 1919 (Filippine a eccezione di Palawan, Luzon e isole vicine).

## Descrizione
Il pecchiaiolo delle Filippine misura 50-58 cm di lunghezza e ha un'apertura alare di 110-125 cm. Si differenzia dal pecchiaiolo occidentale e dal pecchiaiolo orientale per la presenza di una cresta sulla nuca, più lunga anche di quella del pecchiaiolo barrato, del quale un tempo era considerato una sottospecie. Rispetto a quest'ultimo ha il piumaggio di una tonalità più chiara e barre sulla coda più sottili. L'adulto ha vertice nero, regione dorsale marrone, coda di colore più chiaro con larghe bande trasversali nerastre e 2-3 barre basali più sottili; gola e petto sono di colore variabile dal camoscio al rossiccio chiaro, e l'addome è attraversato da striature rossicce. Il giovane ha una colorazione molto più chiara di quella dell'adulto e un numero di striature minore sulla regione ventrale; possiede inoltre una cresta più corta. Il dimorfismo sessuale è pressoché assente, ma la femmina è più grande del maschio del 5% circa. L'iride è gialla nell'adulto e marrone nel giovane, mentre cera e zampe sono di colore variabile dal giallognolo al giallo.

## Distribuzione e habitat
Come indica il nome, il pecchiaiolo delle Filippine vive esclusivamente su 13 isole settentrionali, orientali e meridionali delle Filippine (Luzon, Catanduanes, Mindoro, Tablas, Masbate, Samar, Leyte, Dinagat, Siargao, Bohol, Negros, Mindanao e Basilan, ma è del tutto assente nelle Calamian, a Palawan e nelle isole Sulu). Vive, da solo o in coppie, nelle foreste pluviali o ai loro margini, generalmente su terreni collinari o montuosi, ma anche in pianura, dal livello del mare a oltre 2000 m di quota.

## Biologia

### Alimentazione
Come altre specie di pecchiaiolo, anche questa specie si è probabilmente specializzata a nutrirsi di nidi, larve, pupe e forse adulti di vespe, api e altri imenotteri sociali. Tuttavia, i resti di uccelli rinvenuti negli stomaci degli esemplari analizzati lasciano immaginare che si tratti di un predatore opportunista, capace, all'occorrenza, di catturare anche invertebrati o piccoli vertebrati. Caccia dal posatoio, seguendo gli imenotteri in volo per localizzarne il nido, ed è capace anche di catturare gli insetti in volo.

### Riproduzione
Il comportamento riproduttivo del pecchiaiolo barrato è molto poco conosciuto. Tuttavia, nidi con uova sono stati rinvenuti nel mese di febbraio. Ciascuna nidiata è composta da 2 uova. I periodi di incubazione e di involo sono sconosciuti.